# Карлос Гарсія (боксер)
Карлос Гарсія Родрігес (ісп. Carlos García Rodríguez; 1963) — кубинський боксер, чемпіон світу серед аматорів.

## Аматорська кар'єра
На чемпіонаті світу 1982 Карлос Гарсія завоював золоту медаль.
- В 1/16 фіналу переміг Василя Шишова (СРСР) — RSC 3
- В 1/8 фіналу пройшов Генрі Г'юза (США)
- У чвертьфіналі переміг Мірчу Фулгера (Румунія) — 5-0
- У півфіналі переміг Мірко Пузовича (Югославія) — 5-0
- У фіналі переміг Кім Дон Гіль (Південна Корея) — 5-0

Наступного року поступився першим місцем у складі збірної Куби Канделаріо Дуверхель і у міжнародних змаганнях участі більше не брав.